# 2000 아시안 컵위너스컵 결승전
2000 아시안 컵위너스컵 결승전은 아시안 컵위너스컵 1999-2000의 결승전이다. 경기는 2000년 4월 15일, 태국 치앙마이에서 열렸다.
이라크의 알자우라와 일본의 시미즈 에스펄스가 결승에서 만났으며 시미즈 에스펄스가 1-0으로 승리하며 우승을 차지했다.
승리팀인 시미즈 에스펄스는 아시안 슈퍼컵 2000에서 아시안 클럽 챔피언십 1999-2000 우승팀인 알힐랄과 경기를 펼쳤다.

## 결승까지 전적
| 시미즈 에스펄스 | 시미즈 에스펄스 | 시미즈 에스펄스 | 시미즈 에스펄스 | 라운드  | 알자우라          | 알자우라  | 알자우라  | 알자우라  |
| --------------- | --------------- | --------------- | --------------- | ------- | ----------------- | --------- | --------- | --------- |
| 상대팀          | 합계            | 1차전           | 2차전           |         | 상대팀            | 합계      | 1차전     | 2차전     |
| 경기 없음       | 경기 없음       | 경기 없음       | 경기 없음       | 1라운드 | 경기 없음         | 경기 없음 | 경기 없음 | 경기 없음 |
| 상하이 선화     | 2–0             | 0–0             | 2–0             | 2라운드 | 알라이얀          | 7-2       | 5-2       | 2-0       |
| 안양 LG 치타스  | 5-2             | 3-1             | 2–1             | 8강     | 알이티하드        | 2-1       | 2-1       | 0–0       |
| 방콕 은행       | 0-0 (4-2 p)     | 0-0 (4-2 p)     | 0-0 (4-2 p)     | 준결승  | 나브바호르 나망간 | 3-1       | 3-1       | 3-1       |

## 경기
| 시미즈 에스펄스   | 1 – 0 | 알자우라 |
| ----------------- | ----- | -------- |
| 이케다 쇼헤이 74′ |       |          |

## 같이 보기
- 아시안 컵위너스컵 1999-2000
- 아시안 클럽 챔피언십 1999-2000 결승전
- 아시안 슈퍼컵 2000